# Bugs Bunny
Bugs Bunny (también llamado Serapio, El Conejo de la Suerte, El Conejo Castañuelas y Pirongapio en algunos países hispanohablantes) es un personaje de ficción estadounidense de dibujos animados creado por Tex Avery, que aparece como un alocado conejo en las series de los Looney Tunes y Merrie Melodies producidas por Leon Schlesinger para la compañía Warner Bros.
Fue creado oficialmente a fines de los años 1930 por Tex Avery y ganador de un Óscar, su diseño original fue basado en un conejo llamado Happy Rabbit y desarrollado por diversos caricaturistas como Ben Hardaway (creador del prototipo, aparecido en el corto de 1938 Porky's Hare Hunt, Prest-O Change-O, Hare-um Scare-um y Elmer's Candid Camera), Bob Clampett y Robert McKimson (quien creó el diseño definitivo), además de Chuck Jones y Friz Freleng.
Bugs es un conejo o liebre antropomórfico de color gris y blanco, reconocido por su impertinente y despreocupada personalidad, además de sus dotes de embaucador y su frase "¿Que hay de nuevo... viejo?". Según Mel Blanc, su actor de voz original, su acento combina a partes iguales los dialectos de Bronx y de Brooklyn.
Debido a la popularidad de Bugs durante la época de oro de la animación estadounidense, se convirtió no solo en un ícono cultural en dicho país, sino también en uno de los personajes más reconocibles a nivel mundial. Bugs protagonizó más de 200 cortos animados producidos entre 1940 y 1964, y desde entonces, también ha aparecido en diversas películas, series de televisión, grabaciones musicales, cómics, videojuegos, entregas de premios, juegos mecánicos en parques de diversiones y comerciales.
En 2002 fue nombrado por TV Guide como el dibujo animado más grande de todos los tiempos, compartiendo este honor con Mickey Mouse. Bugs Bunny ha aparecido en más películas que cualquier otro personaje de dibujos animados, es la novena personalidad cinematográfica más retratada en el mundo, tiene su propia estrella en el Paseo de la Fama de Hollywood, y su popularidad lo convirtió en el emblema o mascota oficial de Warner Bros.

## Historia

### Primeras influencias
Algunos historiadores de la animación creen que Bugs Bunny podría haber sido influido por un personaje anterior de Disney llamado Max Hare. Max, diseñado por Charlie Thorson, apareció en Silly Symphonies en el cortometraje The Tortoise and the Hare, dirigido por Wilfred Jackson. La historia estaba basada en una fábula de Esopo, y situaba a Max contra la tortuga Toby. Ganó un Óscar al mejor cortometraje animado en 1934. Max reapareció en la secuela Toby Tortoise Returns y en el cortometraje de Mickey Mouse El equipo de polo de Mickey. Sin embargo, la única conexión sólida entre Max y Bugs es Charlie Thorson, ya que éste fue también responsable del diseño de Happy Rabbit (prototipo de Bugs Bunny) en Hare-um Scare-um. Bugs mismo aparecería más tarde en otras historias similares con una tortuga de por medio.

### Personalidad

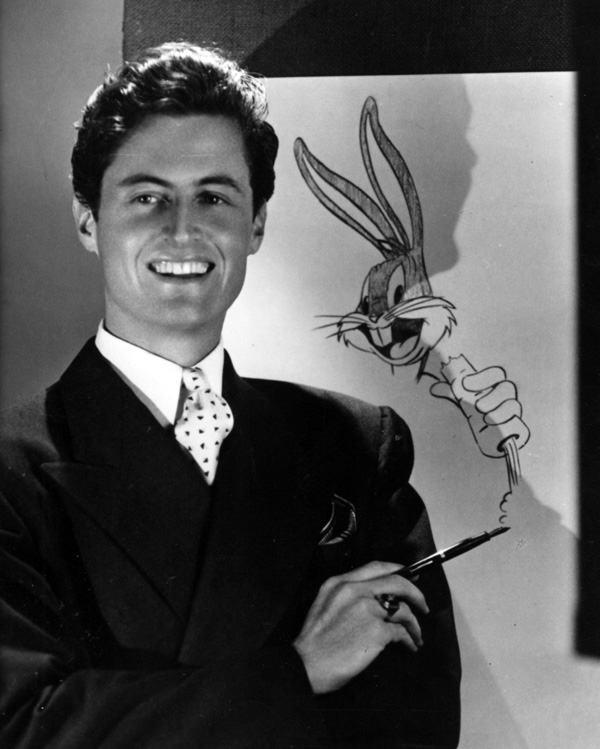
Bob Clampett afirmó que su inspiración para "crear" Bugs en la entrevista con Michael Barrier y Bugs Bunny Superstar fue que se inspiró en la película Sucedió una noche, con el personaje de Clark Gable masticando una zanahoria en una postura indiferente mientras habla con Claudette.

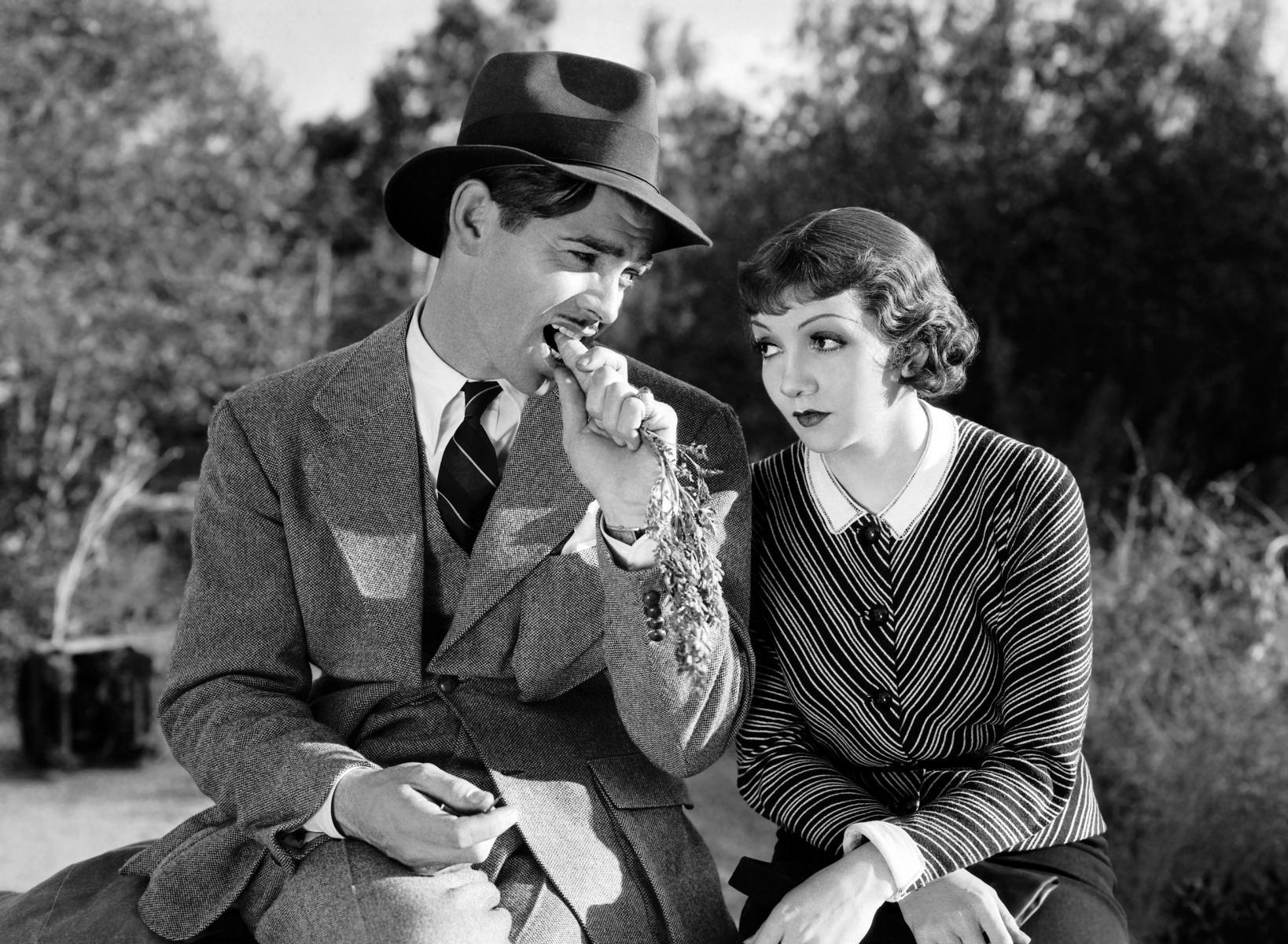
Friz Freleng mencionaría en sus memorias que los modismos y actitudes de ciertos personajes de la película It Happened One Night fueron la inspiración para algunas de sus creaciones, entre ellas Bugs Bunny.

Bugs finalmente desarrolló una personalidad distinta, a menudo bromeando sin importar lo grave que fuera el peligro o lo próximo que estuviera, lo cual deriva directamente de Groucho Marx. Unas de las más populares frases de Bugs "¡Por supuesto, ya se habrán dado cuenta que esto significa guerra!" la cual fue originalmente dicha por Groucho en Sopa de ganso.
Tiene una personalidad muy burlona que desafía la autoridad de las personas ya se trate de un guardaparques o un policía. Haciendo notar lo poco inteligentes que son los demás en comparación con él.
El afán de Bugs por las zanahorias es debido, según diversos medios de comunicación estadounidenses, a que su creador amaba este alimento pero le producía intolerancia digestiva creándole importantes flatulencias.

### Happy Rabbit
Happy Rabbit (Conejo Feliz), prototipo de Bugs Bunny, apareció por primera vez en el corto Porky's Hare Hunt, el 30 de abril de 1938. Estaba codirigido por Cal Dalton y Ben Hardaway. Tenía un tema muy similar al de Porky's Duck Hunt (1937), dirigido por Tex Avery y presentando al Pato Lucas. Siguiendo la estela de este, el corto mostraba a Porky como un cazador contra una alocada presa más interesada en enloquecer a su perseguidor que en escapar. En lugar de un pato negro, en esta ocasión era un conejo blanco. Mel Blanc dio al conejo la voz y la risa que más tarde le daría al Pájaro Loco. En esta ocasión, ya citó la frase de Groucho en Sopa de ganso de «¡Por supuesto, que sepas que esto significa guerra!».
La segunda aparición de Happy Rabbit fue en Prest-O Change-O (1939), dirigido por Chuck Jones, donde actuaba de mascota del mago Sham-Fu. Cuando dos perros entran a la casa de su ausente amo buscando refugio del perrero local, el conejo empieza a acosarlos, aunque al final es derrotado por el mayor de los dos perros.
Su tercer papel fue en otro corto de 1939, Hare-um Scare-um, dirigido por Dalton y Hardaway. En una hoja con seis modelos de un conejo dibujados por Charlie Thorson, había escrito «Bugs' Bunny» (el conejito de Bugs [Hardaway]). En este corto el conejo se mostró por primera vez de color gris y no blanco, siendo este un rediseño hecho por Thorson, el dibujante que también desarrolló Elmer Gruñón. Este es el primer papel en que el conejo cantó, y el primero también en que se vistió de mujer para seducir a su oponente. Después de este corto, fue llamado «Bugs» por los animadores de Termite Terrace en honor a Ben Bugs Hardaway. Bugs o Bugsy servía perfectamente para el personaje, pues informalmente se usaba como palabra para ‘loco’.
En Elmer's Candid Camera, de Chuck Jones, Happy Rabbit conoció a Elmer Gruñón.
En el corto de Robert Clampett Patient Porky, aparece un conejo que se parece a Happy Rabbit.

### La aparición de Bugs

A Wild Hare (en español; La liebre salvaje) es un cortometraje animado estadounidense de 1940 dirigido por Tex Avery, producido por Leon Schlesinger y distribuido por Warner Bros. como parte de la serie Merrie Melodies. El corto se estrenó el 27 de julio de 1940 y en él aparecen Elmer Gruñón y Bugs Bunny, este último en lo que se considera su primera aparición oficial.

Bugs apareció, propiamente dicho, en A Wild Hare dirigido por Tex Avery y lanzada el 27 de julio de 1940. En este corto emerge por primera vez de su madriguera para preguntarle al cazador Elmer Gruñón ¿Qué hay de nuevo, viejo?, siendo la primera vez además en que ambos personajes coincidían. Se considera este el momento en que el personaje está plenamente desarrollado, dejando atrás el prototipo. El historiador de la animación, Joe Adamson cuenta A Wild Hare como el primer corto oficial de Bugs Bunny. También aquí tiene lugar el primer uso por parte de Mel Blanc de la voz que luego se convertiría en la estándar para el personaje.
Bugs reaparece en la obra de Chuck Jones Elmer's Pet Rabbit dando a conocer a la audiencia el nombre de «Bugs Bunny», que hasta ahora solo estaba en uso entre los empleados de Termite Terrace. Fue el primer corto que contó con el máximo presupuesto disponible. Pronto se convertiría en el personaje más sobresaliente y popular de la compañía, tanto durante como después de la Segunda Guerra Mundial.
Bugs aparecería en cinco cortos más en 1941: Tortoise Beats Hare, de Tex Avery, siendo la primera aparición de Cecil Turtle; Hiawatha's Rabbit Hunt, el primero de los cortos de Bugs dirigido por Friz Freleng; All This and Rabbit Stew, de Tex Avery; The Heckling Hare, el último de los cortos de Bugs en que Avery trabajó antes de ser despedido y su marcha a MGM; y Wabbit Twouble, el primer corto del personaje en ser dirigido por Robert Clampett. En Wabbit Twouble, Elmer Gruñón fue hecho más rechoncho, un breve intento de hacer que el personaje se pareciera a su actor de voz, el cómico Arthur Q. Bryan.

### Segunda Guerra Mundial

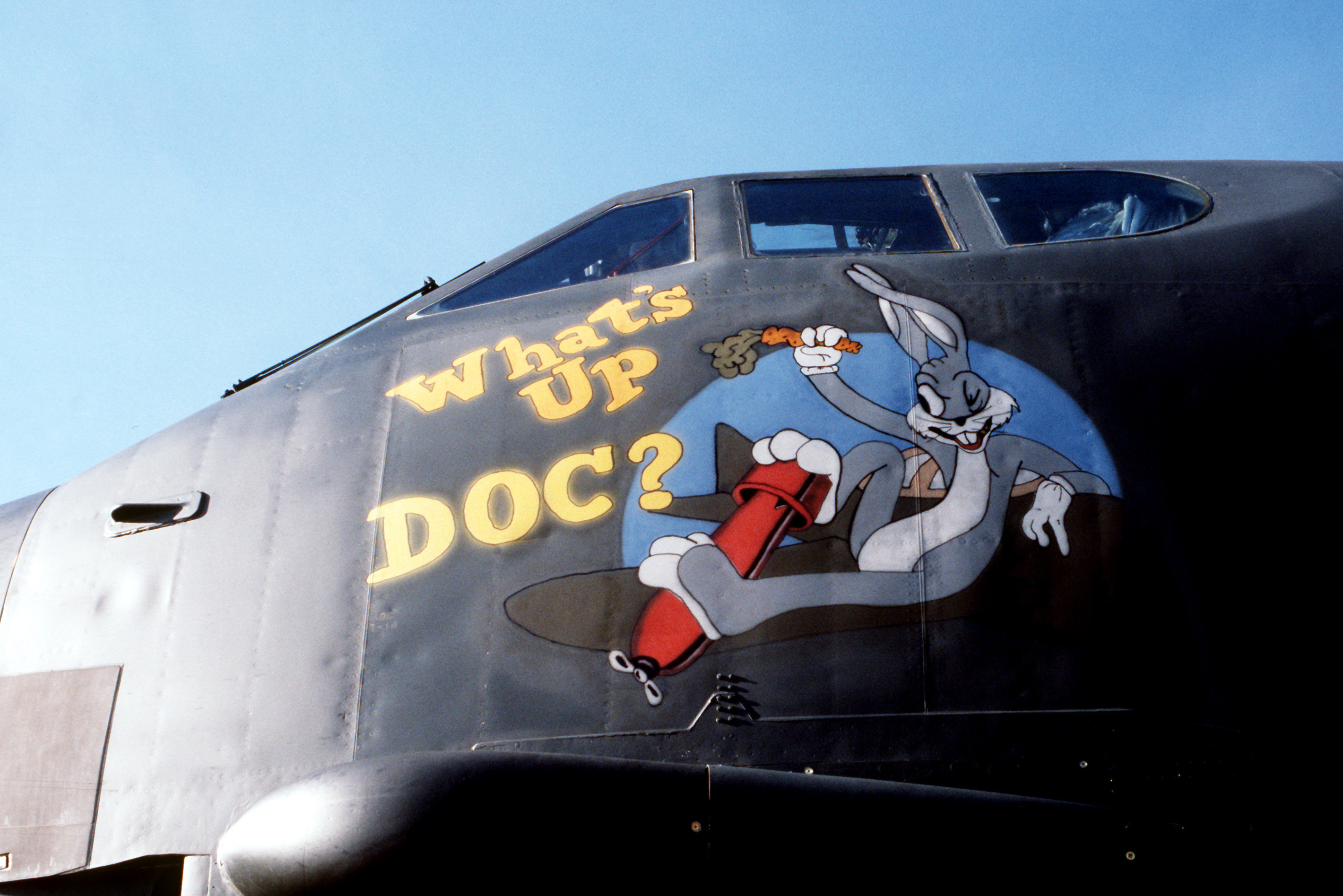
Una vista de la obra de arte pintada en el costado de un avión B-52 Stratofortress del Ala de Bombardeo 379; Usado durante la Segunda Guerra Mundial esta en la Base de la Fuerza Aérea Wurtsmith, Michigan.

En 1942, Bugs se había convertido en el personaje de dibujos animados más popular. Debido al éxito de Bugs, Lucas y Porky, el estudio Schlesinger había alcanzado nuevas alturas, y Bugs se convirtió rápidamente en la estrella de las caricaturas de Merrie Melodies En 1942, los cortos de Warner Bros. habían superado las ventas y la popularidad de Disney.

Para 1941, Bugs ya era la estrella de la serie Merrie Melodies, que originalmente solo pretendía mostrar a los personajes una única vez. Entre los cortos de Bugs en 1942 estaban The Wabbit Who Came to Supper de Friz Freleng, The Wacky Wabbit y Bugs Bunny Gets the Boid (que presentaba a Beaky Buzzard) de Robert Clampett. Bugs Bunny Gets the Boid también marca un ligero cambio de aspecto, haciendo que sus dientes sobresalgan menos, y que su cabeza sea más redonda. El responsable de esto fue Robert McKimson, un animador bajo la dirección de Clampett. Estos toques fueron usados al principio solo en los cortos de Clampett pero con el tiempo fueron adoptados por otros directores.
Otros cortos del personaje de 1942 incluían Hold the Lion, Please de Chuck Jones, Fresh Hare y The Hare-Brained Hypnotist de Freleng (que volvía a Elmer a su antigua apariencia), y Case of the Missing Hare de Jones. Hizo un cameo en el último corto de Tex Avery para Warner Bros, Crazy Cruise, y protagonizó un corto promocional de dos minutos para los bonos de los Estados Unidos en la guerra titulado Any Bonds Today.
Bugs se hizo popular durante la guerra por su actitud grandilocuente, y empezó a recibir gran presupuesto para sus cortos desde 1943. Al igual que Disney y Famous Studios habían estado haciendo, Warner Bros puso a Bugs en oposición a los mayores enemigos del país en la época: Adolf Hitler, Hermann Goering, y los japoneses. El corto de 1944 Bugs Bunny Nips the Nips, muestra a Bugs enemistado con un grupo de soldados de Japón. Este ha sido sacado de la distribución debido a los estereotipos extremistas que incluye.
Entre sus principales apariciones civiles de la época, están Tortoise Wins by a Hare (secuela de Tortoise Beats Hare, de 1941), A Corny Concerto (parodia de la película de Disney Fantasía), Falling Hare, y What's Cookin' Doc?, todas ellas de Bob Clampett, y la parodia de Superman, Super-Rabbit de Chuck Jones, así como Little Red Riding Rabbit de Friz Freleng. El corto de 1944 Bugs Bunny and the Three Bears introduce a los personajes creados por Jones de los tres osos.
En el corto Super-Rabbit, Bugs era visto al final con un uniforme de los Marines. Como consecuencia, el Cuerpo de Marines de los Estados Unidos le hizo Marine honorario.
Durante la Segunda Guerra Mundial Bugs fue tomado como mascota en muchos escuadrones de la Fuerza Aérea de los Estados Unidos:
- 14th Photographic Reconnaissance Squadron,
- 486th Bombardment Squadron,
- 530th Bombardment Squadron,
- 575th Bombardment Squadron,
- 597th Bombardment Squadron.

### Tras la guerra
Desde entonces, Bugs ha aparecido en numerosos cortos en Looney Tunes y Merrie Melodies, haciendo su última aparición en cines en 1964 con False Hare. Considerado un actor ideal, fue dirigido por Friz Freleng, Robert McKimson, Tex Avery y Chuck Jones apareciendo en películas como ¿Quién engañó a Roger Rabbit? (su primera aparición junto a su gran rival, Mickey Mouse), Space Jam (coprotagonizada junto a Michael Jordan), la película de 2003, Looney Tunes: Back in Action. Era un personaje demasiado popular y en la película de 2015 (rabbit run) 
Muchos de los cortos de Chuck Jones a finales de los años 40 y en los años 50 mostraban a Bugs viajando por todo el país (y a veces a otros continentes) a través de madrigueras de conejo, apareciendo en lugares tan variados como México (Bully For Bugs, 1953), el Himalaya (The Abominable Snow Rabbit, 1960) y la Antártida (Frigid Hare, 1949) siempre porque «debería haber tomado el desvío a la izquierda en Albuquerque». Pronuncia esa frase primero en Herr Meets Hare (1945), cuando emerge en la Selva Negra. Cuando sale del túnel en Escocia en el corto de 1948 My Bunny Lies Over The Sea, comenta que iba hacia los pozos de asfalto de La Brea en Los Ángeles. En un par de cortos de finales de los cincuenta, el Pato Lucas aparece viajando junto a Bugs.

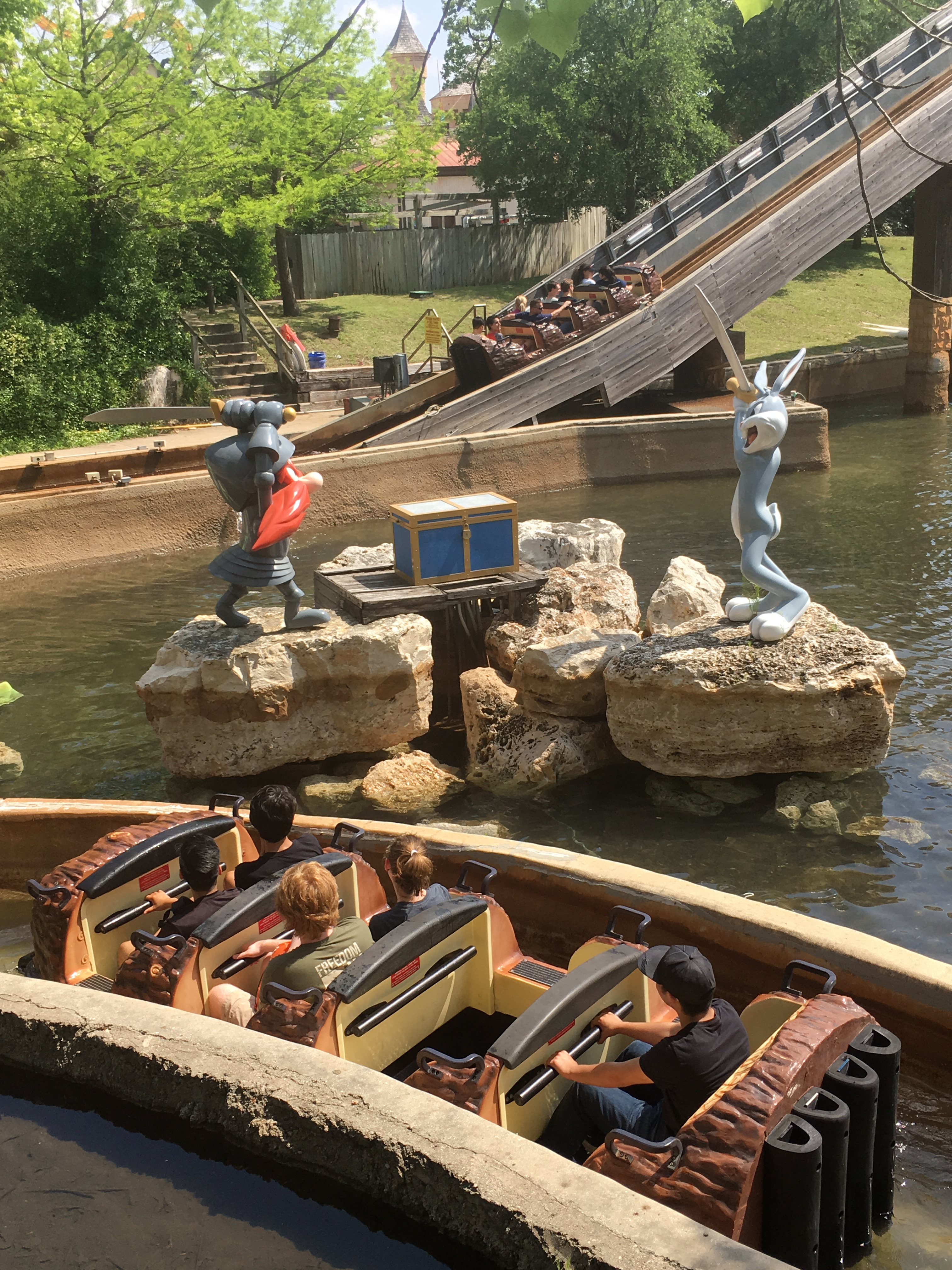
Rápidos de Bugs' White Water en Six Flags Fiesta Texas Temática para Knighty Knight Bugs El dibujo animado ganó el Óscar al mejor cortometraje animado en 1958. Es el único cortometraje de Bugs Bunny en ganar un premio Óscar.

El corto Knighty Knight Bugs (1958), en que un medieval Bugs Bunny se las veía con Yosemite Sam y su dragón ardiente, ganó el Oscar al mejor corto animado en ese mismo año. Tres de los que fueron dirigidos por Chuck Jones, Rabbit Fire, Rabbit Seasoning, y Duck, Rabbit, Duck!, comprenden lo que se suele denominar la trilogía «Temporada de pato/Temporada de conejo», y se consideran de los mejores trabajos del director. El clásico de Jones de 1957, What's Opera, Doc?, muestra a Bugs y Elmer parodiando el clásico de Wagner El anillo del nibelungo. La Biblioteca del Congreso de Estados Unidos lo consideró «culturalmente significativo» y lo seleccionó para ser preservado en el registro nacional de películas, siendo el primer dibujo animado en alcanzar este honor.
Bugs apareció en el corto de Show Biz Bugs con el Pato Lucas, en el cual este protagonizaba un final controvertido, en que el pato, en un intento de ganarse a la audiencia, empieza a ingerir Dinamita, Uranio-238, pólvora, gasolina, salta varias veces para agitar el contenido, y finalmente traga una cerilla. Algunos canales de televisión de la época, y en los años noventa, el canal de cable TNT, editaron esa escena por temor a que los niños trataran de imitarla.
En otoño de 1960, The Bugs Bunny Show, un programa de televisión que agrupaba muchos de los cortos posteriores a 1948 con nuevas obras, debutó en la ABC. El show se empezó a emitir en las horas de más audiencia, y tras dos temporadas se trasladó a los sábados por la mañana. The Bugs Bunny Show cambiaba de esquema a menudo, pero se mantuvo en antena durante 40 años.
Cuando murió Mel Blanc en 1989, Jeff Bergman, Greg Burson, Joe Alaskey y Billy West se convirtieron en las nuevas voces del conejo, así como otros personajes.
Bugs también hizo algunas apariciones en programas especiales como How Bugs Bunny Won the West, The Bugs Bunny Mystery Special y en los años ochenta, Bugs Bunny's Busting Out All Over que mostraba los primeros dibujos animados de Bugs Bunny nuevos en 16 años, con Portrait Of The Artist As a Young Bunny, que mostraba un flashback del joven Bugs como niño molestando al joven Elmer, y Spaced Out Bunny, en que Bugs era secuestrado por Marvin el Marciano para ser el compañero de juegos de Hugo, el Abominable Hombre de las Nieves. También ha habido algunas compilaciones de cortos hechos por Warner Bros, incluyendo Bugs Bunny: Superstar, The Bugs Bunny/Road Runner Movie, The Looney Looney Looney Bugs Bunny Movie, Daffy Duck's Fantastic Island, Bugs Bunny's 3rd Movie: 1001 Rabbit Tales y Daffy Duck's Quackbusters.
Hizo algunas apariciones especiales en el programa de televisión de los años 90 Tiny Toon Adventures como el director de la Looniversidad Acme y mentor de Babsy Bunny y Buster Bunny, y haría alguna otra interpretación ocasional como invitado o simples cameos en otras series derivadas como Taz-Mania, Animaniacs o Histeria!.
Bugs ha tenido muchas series de cómics a lo largo de los años. Western Publishing tuvo la licencia para todos los personajes de Warner Brothers, y produjo los primeros cómics de Bugs Bunny para Dell Comics, y más tarde para Gold Key Comics. Dell publicó 58 entregas y muchos especiales desde 1952 a 1962. Gold Key continuó con 133 entregas. DC Comics, compañía dependiente de Warner Bros., los ha venido publicando desde 1990. En América Latina las historietas del conejo Bugs fueron publicadas por Editorial Novaro y posteriormente por Editorial América y en Chile por Editorial Pincel (actual Editorial Televisa).

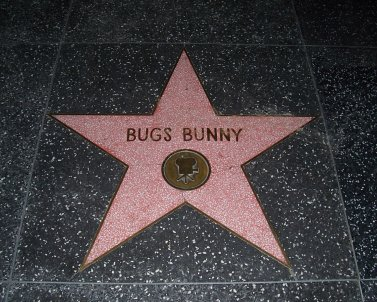
Estrella de Bugs Bunny en el Paseo de la Fama de Hollywood.

Bugs regresó al cine en Box Office Bunny, en 1990. Fue el primer papel de Bugs Bunny desde 1964 en lanzarse en el cine, y se creó para el 50 aniversario del personaje.
Bugs hizo una aparición en el video de 1990 contra las drogas, Cartoon All-Stars to the Rescue.
En 2003, regresó a la televisión siendo el protagonista de una nueva serie de televisión de los Looney Tunes, titulada los Baby Looney Tunes. Esta recrea diferentes aventuras de Bugs de bebe juntó a Lola Bunny, El pato Lucas, Porky, Silvestre, Piolin, Correcaminos, Taz, La pata Mellisa, entre otros.
En 2006, Bugs protagoniza otra serie juntó a todos los clásicos personajes de Looney Tunes, pero esta vez siendo parte de un escuadrón futurista de super héroes titulada los Loonatics. 
En 2011, es protagonista de El nuevo show de los Looney Tunes.
En 2015, es un protagonista de Wabbit una serie centrada en el.
Además, Bugs ha aparecido en numerosos videojuegos, incluyendo la serie Bugs Bunny's Crazy Castle, Bugs Bunny's Birthday Blow Out, Bugs Bunny: Rabbit Rampage y el muy similar Bugs Bunny In Double Trouble, Looney Tunes B-Ball, Space Jam, Looney Tunes Racing, Looney Tunes: Space Race, Bugs Bunny: Lost in Time y sus secuelas, Bugs Bunny and Taz Time Busters, and Looney Tunes: Back in Action así como el Looney Tunes: Acme Arsenal. Bugs ha aparecido además en línea en la web de Warner Bros. en muchas animaciones hechas en Macromedia Flash.

### Personalidad y frases

Elmer's Pet Rabbit es una caricatura de 1941 dirigida por Chuck Jones, la primera caricatura que presenta al reconocible Bugs Bunny, que se convirtió en uno de los personaje más famoso y duradero de la cultura popular estadounidense y mundial.

Bugs a menudo tiene problemas con personajes como Elmer Gruñón, Sam Bigotes, Marvin el Marciano, El Pato Lucas, Taz, Wile E. Coyote, Gossamer la Bruja Hazel, Rocky y Mugsy, Beaky Buzzard, Cecilio Tortuga, Pete Puma, Nasty Canasta o entre muchos otros como un Lobo Feroz y un Yeti. Bugs es el vencedor tradicional en estos conflictos, humillándolos con tremendas travesuras, un esquema que se repite en las obras de los Looney Tunes dirigidas por Chuck Jones. Preocupado porque los espectadores pudieran perder simpatía por un triunfador invariable, Jones hizo que el enemigo de turno le amenazara e hiciera trampas a menudo. Cuando es ofendido por el antagonista, la frase de Bugs es «¡Por supuesto, que sepas que esto significa guerra!» (tomada de Groucho Marx) o alternativamente «¡Que sepas que esto no va a quedar así!». Otros directores como Friz Freleng mostraron a Bugs como un altruista.
Chuck Jones y Friz Freleng explicaron que la pose clásica de Bugs mascando su zanahoria se basó en una escena de la película Sucedió una noche, en la que el personaje de Clark Gable se apoya contra una valla, comiendo zanahorias rápidamente y hablando con la boca llena al personaje de Claudette Colbert. Esta escena era bastante conocida en la época, y los espectadores reconocían la pose de Bugs como una sátira.
Estas escenas con la zanahoria suelen ir seguidas de la frase «¿Qué hay de nuevo, viejo?». Esta fue escrita por Tex Avery para su primer corto de Bugs Bunny de los años cuarenta, A Wild Hare. Avery explicó luego que era una expresión en Texas, de donde él era, y que no la pensó mucho. Cuando fue proyectada en cines, esa escena tuvo una reacción muy positiva en el público. Debido a esto, la escena se volvió un elemento recurrente en las siguientes historias. El es el personaje de Looney tunes que ha superado todas las apariciones en cortometrajes.
Bugs Bunny ocasionalmente se disfraza de mujer para burlar a sus enemigos. Múltiples estudiosos han analizado las actuaciones drag de Bugs Bunny en películas como Rabbit Fire (1951) para argumentar que el personaje demuestra la construcción social del género.

## Actores de voz

### En Estados Unidos

Blanc y su esposa Estelle Blanc con el entonces presidente Ronald Reagan

Tras Mel Blanc, que dio voz a Bugs Bunny durante 50 años, otros actores de voz han sido:
- Jeff Bergman (1990-1992, 2011-presente)
- Greg Burson (1992-1995)
- Billy West (Space Jam)
- Joe Alaskey (2000-2011)
- Samuel Vincent (Baby Looney Tunes)
- Eric Bauza (Looney Tunes Cartoons)

### En países de habla hispana
En Latinoamérica, la voz de Bugs Bunny fue doblada por distintos actores de doblaje. El actor mexicano Jorge Arvizu fue el primero en darle vida, dándole al personaje su personalidad y diálogos distintivos.
Posterirmente, la voz de Bugs Bunny es interpretada desde 1998 (hasta 2020) por el actor Luis Alfonso Mendoza en casi todas sus apariciones. Mendoza interpreta a Bugs en la película Looney Tunes: Back in Action, Lucas y el Espíritu de la Navidad y Looney Tunes: Rabbits Run. Actualmente es interpretada por Miguel de León
Varios actores han dado voz tanto a Bugs Bunny como al Pato Lucas de manera simultánea:
- Jorge Arvizu (1957-1960 y en Bugs Bunny: Superstar)
- José María Iglesias (un loop en Hare Trigger y en Bugs Bunny and King Arthur's Court)
- Quintín Bulnes (The Bugs Bunny Show)
- Juan José Hurtado (1962-1978)
- Arturo Mercado (1978-1996)
- Francisco Colmenero (Carrotblanca)
- Pablo Sevilla (1993)-present
- Alfonso Obregón (1996-1998, 2011)
- Raúl Aldana (1998-2003)
- Luis Alfonso Mendoza (1998-2020)
- Irwin Daayán (Baby Looney Tunes)
- Miguel de León (Looney Tunes Cartoons-presente)

### España
En el país ibérico los cortometrajes clásicos de Looney Tunes siempre se habían distribuido con el doblaje al español neutro realizado en México. Sin embargo, en los años 80, la distribuidora Jimar-Maen S.A. realizó el primer doblaje al castellano de contenido de Looney Tunes. Este mismo fue realizado en Barcelona y se distribuyó mediante formato VHS, contando con la voz de Alberto Trifol como Bugs Bunny, siendo el primer actor que le prestó voz al personaje en España.
Posteriormente, en 1990, la TVE realizó un doblaje al castellano de la serie de televisión Merrie Melodies Starring Bugs Bunny & Friends, para ser transmitida por sus pantallas. Esta serie contaba con cortometrajes clásicos de Merrie Melodies, y en la versión para España, el actor Javier Viñas prestó su voz a Bugs Bunny.
Años más tarde, Warner Bros. empezaría a doblar contenido de Looney Tunes en España, empezando por la película para cines Space Jam en 1997, en la que el actor Pep Antón Muñoz prestó voz al personaje de Bugs Bunny. Este mismo actor también doblaría al popular conejo en redoblajes de algunos cortometrajes clásicos que produjo también Warner Bros..
En 1999 y por razones que se desconocen, los mismos cortos volvieron a sufrir un redoblaje, esta vez con la voz de Xavier Fernández, actor de doblaje que ha permanecido como la voz oficial de Bugs Bunny en España hasta la actualidad, habiendo doblado al personaje tanto en películas, especiales, series y videojuegos.

## Popularidad actual

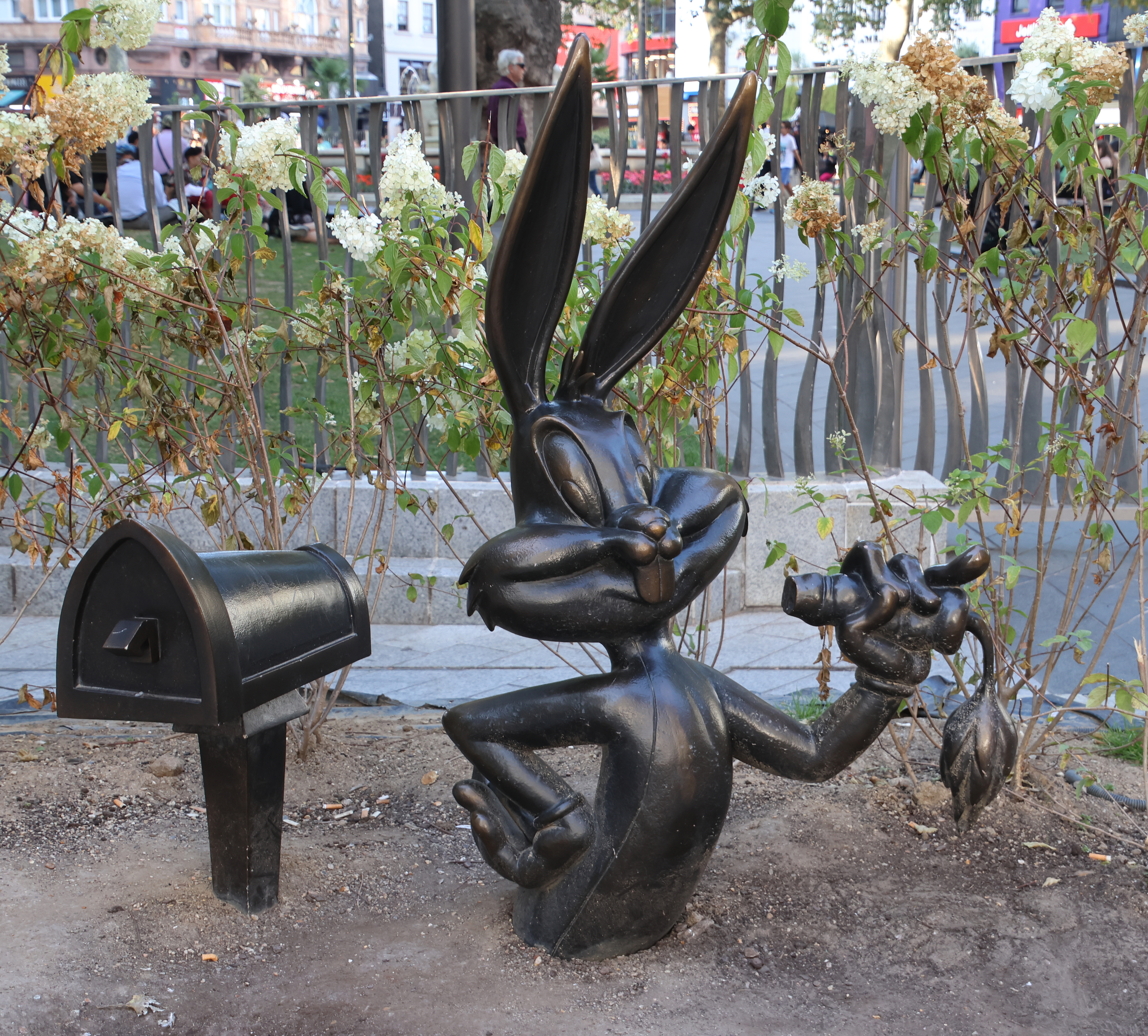
Estatua de Bugs Bunny en Leicester Square, Londres.

En 2002, TV Guide creó una lista de los 50 dibujos animados más famosos de todos los tiempos como parte del 50 aniversario de la revista. Bugs Bunny obtuvo el primer puesto, compartiendo este honor con Mickey Mouse. En una emisión de CNN el 31 de julio de 2002, un editor de TV Guide habló sobre el grupo que creó la lista.

## Premios y nominaciones Óscar

### Ganados
- Knighty Knight Bugs (1958)

### Nominaciones
- A Wild Hare (1940)
- Rabbit Hunt (1941)
- Rhapsody Rabbit (1946)